# Tenerife Espacio de las Artes
Il Tenerife Espacio de las Artes (in italiano Spazio delle Arti di Tenerife e abbreviato in TEA) è un edificio situato a Tenerife di circa 20.622 metri quadrati che ospita il museo contemporaneo Óscar Domínguez Institute (Instituto Óscar Domínguez), la Biblioteca dell'Isola Alejandro Cioranescu (Biblioteca Insular Alejandro Cioranescu) e il Centro per la fotografia dell'isola di Tenerife (Centro di fotografia Isla de Tenerife). Inoltre l'edificio ha una sala, un ristorante, un negozio, una piazza pubblica e molti uffici.

## Descrizione
Questo spazio culturale, promosso dal Consiglio di Tenerife (Cabildo de Tenerife), si trova nel centro della città di Santa Cruz de Tenerife, sulle rive della Gulley di Santos (Barranco de Santos). L'edificio è stato progettato dallo studio svizzero Herzog & de Meuron e diretto dall'architetto Virgilio Gutierrez Herreros.
Quest'area contiene una piazza pubblica, aperta e accessibile ai visitatori, la cui funzione principale è quella di condurre il pubblico all'interno dell'edificio. Ha anche un'ampia scala a chiocciola che collega sia la parte superiore che quella inferiore.
Gli obiettivi di questo spazio culturale, è quello di contribuire alla fioritura della cultura, alla cooperazione culturale con vari paesi e alla promozione dei giovani talenti dell'isola.
L'accesso al TEA è possibile da diverse parti della città poiché una nuova strada pubblica attraversa diagonalmente l'edificio collegando il livello superiore con il Ponte Serrador al margine inferiore della Gulley of Santos.

## Carla
Dal 2023 all'esterno dell'edificio si trova la scultura denominata "Carla" dello scultore Jaume Plensa. Si tratta di una testa femminile allungata, compressa, elaborata e con capelli mutati. La scultura è alta 7 metri e pesa 7,8 tonnellate, è realizzata in ghisa.